# Wollishausen

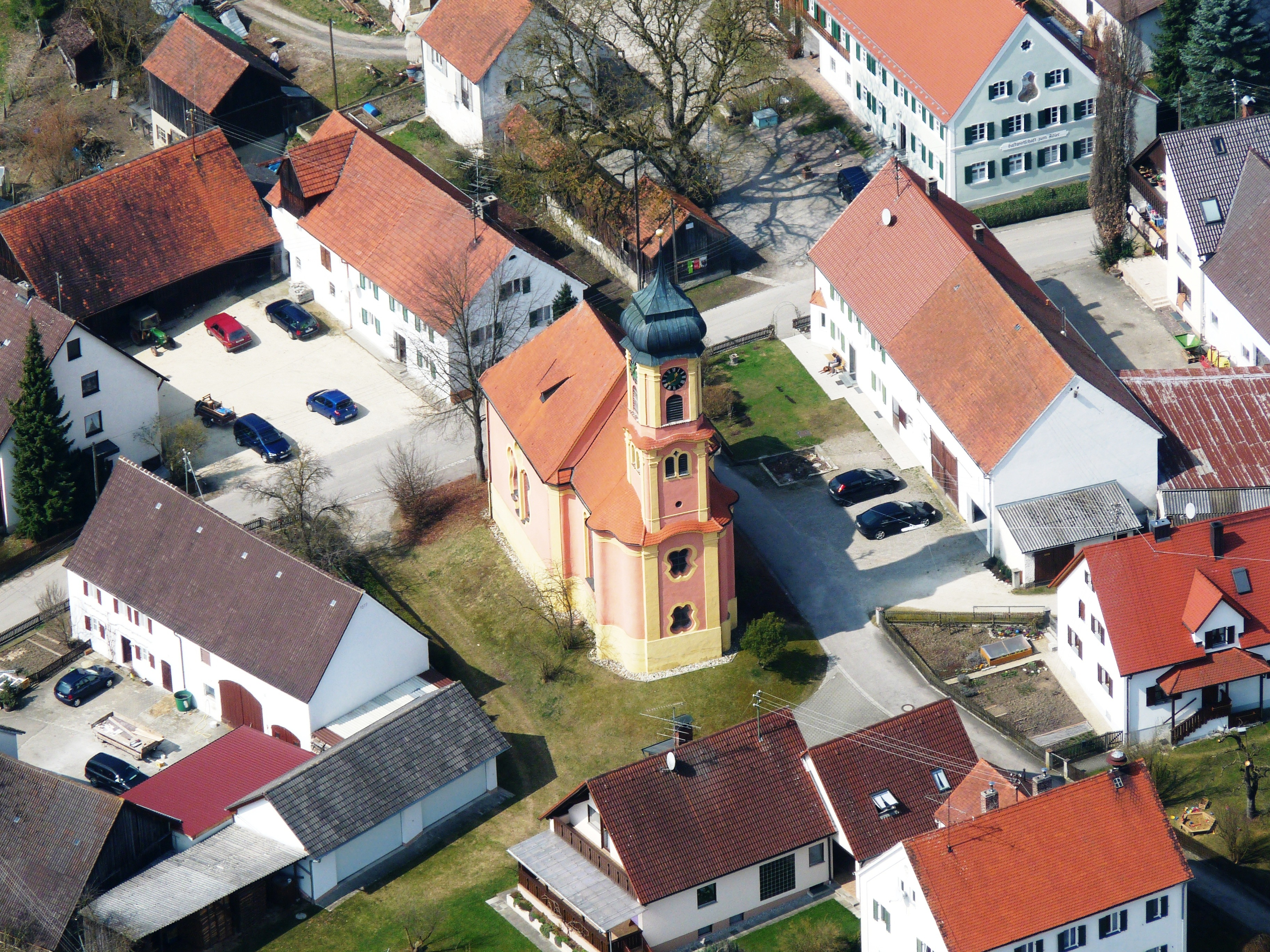
Kirche Wollishausen

Wollishausen ist ein Kirchdorf und Ortsteil der Gemeinde Gessertshausen im schwäbischen Landkreis Augsburg in Bayern, Deutschland.

## Gemeindezugehörigkeit
Wollishausen war eine selbstständige Gemeinde und wurde am 1. Juli 1972 im Zuge der Gebietsreform in Bayern in die Gemeinde Gessertshausen eingemeindet.

## Katholische Kirche
Wollishausen gehört zur katholischen Pfarrei Sankt Johannes Baptist in Dietkirch. Die Filialkirche St. Peter und Paul ist Saalbau mit pilasterartiger Verstärkung an den Langhausecken, eingezogenem Chor und östlichem Turm mit Zwiebelhaube. Den barocken Neubau (1747) ist von Johann Adam Dossenberger und Joseph Dossenberger dem Jüngeren.

## Persönlichkeiten
- Joseph Dossenberger (* 1721 in Wollishausen; † 1785 im Kloster Wettenhausen), Baumeister